# Alas acuáticas

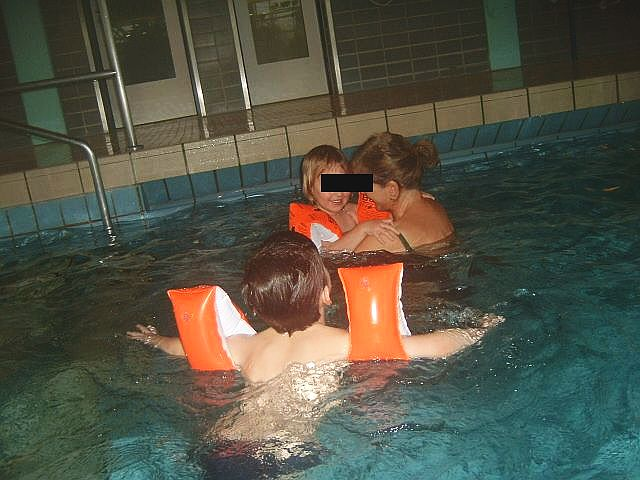
Una madre y niños aprendiendo a nadar con las alas.

Las alas acuáticas también llamado flotaniños, aletas, alas acuáticas típicamente son bandas cilíndricas plásticas inflables que se ponen alrededor de la parte superior de ambos brazos. Cuando el sujeto los tiene puestos, el aire en ellos causa una mayor facilidad de flotabilidad por su menor densidad en comparación al agua. Aunque normalmente es para niñitos, también existen para adultos.
Aunque sean populares los expertos de la seguridad acuática no los recomiendan porque no previenen el ahogo ni garantizan la flotación o aprendizaje apropiado de natación. No son una alternativa a chalecos de salvavidas y confundiéndolos con ellos puede ser un error fatal por el falso sentido de seguridad que pueden emitir.
Los estándares de seguridad nacional de EE. UU. como el BS EN 13138-3:2007 obligan a que las alas acuáticas cumplan varias normas, como la resistencia a los pinchazos y el nivel de flotabilidad retenido tras un tiempo después de que la válvula de inflado se ha abierto y se deja abierta(una medida de la eficiencia de las válvulas sin retorno diseñadas para prevenir que las alas se desinflen repentinamente si una válvula se abre). Los estándares también obligan a un etiquetado notable cerca de las válvulas de inflado para decir que las alas acuáticas no son salvavidas y sólo deberían ser utilizadas bajo una competente supervisión.
Fueron inventados por Bernhard Markwitz en Hamburgo, Alemania. En 1956 su hija de tres años se había caído a un estanque de carpines dorados y casi se ahoga. Por eso, Markwitz desarrolló e inventó este aparato de ayuda que sería más seguro para niños que los flotadores del momento, que estaban hechos de dos partes y se ponían en la parte superior del brazo. Un premio de la lotería (253.000 marcos) le proporcionó un considerable capital inicial. En 1964 comenzó a producirlos y venderlos bajo el nombre de «BEMA».
Un diseño similar al de las alas acuáticas fue mostrado en la revista Modern Mechanix en octubre de 1931. Estaban hechas de caucho, consistía en dos partes y se ponían en la parte superior del brazo. Las alas acuáticas podían ser infladas mediante una válvula. Estas "alas laterales" o "alas acuáticas" se mostraron en público por primera vez en las playas de Los Ángeles en EE. UU.